# أكمل رضال أحمد راخلي
أكمل رضال أحمد راخلي (بالملايوية: Akmal Rizal Ahmad Rakhli)‏، من مواليد 12 ديسمبر 1981 في جيترا في ماليزيا، لاعب كرة قدم ماليزي.
بدأ مسيرته الكروية مع نادي ستراسبورغ الفرنسي في موسم 2001/2002، وفي موسم 2001/2002 أعير إلى نادي هاغويناو الفرنسي، وفي عام 2002 انتقل إلى نادي كيداه، ولعب معهم حتى عام 2006، ومنذ عام 2006 وهو يلعب مع نادي سلاغور.
و هو يلعب مع منتخب ماليزيا لكرة القدم.

## روابط خارجية
- أكمل رضال أحمد راخلي على موقع قاعدة بيانات كرة القدم.إي يو (الإنجليزية)
- أكمل رضال أحمد راخلي على موقع ناشيونال فوتبول تيمز (الإنجليزية)
- أكمل رضال أحمد راخلي على موقع Soccerway.com (الإنجليزية)